# 军校广场

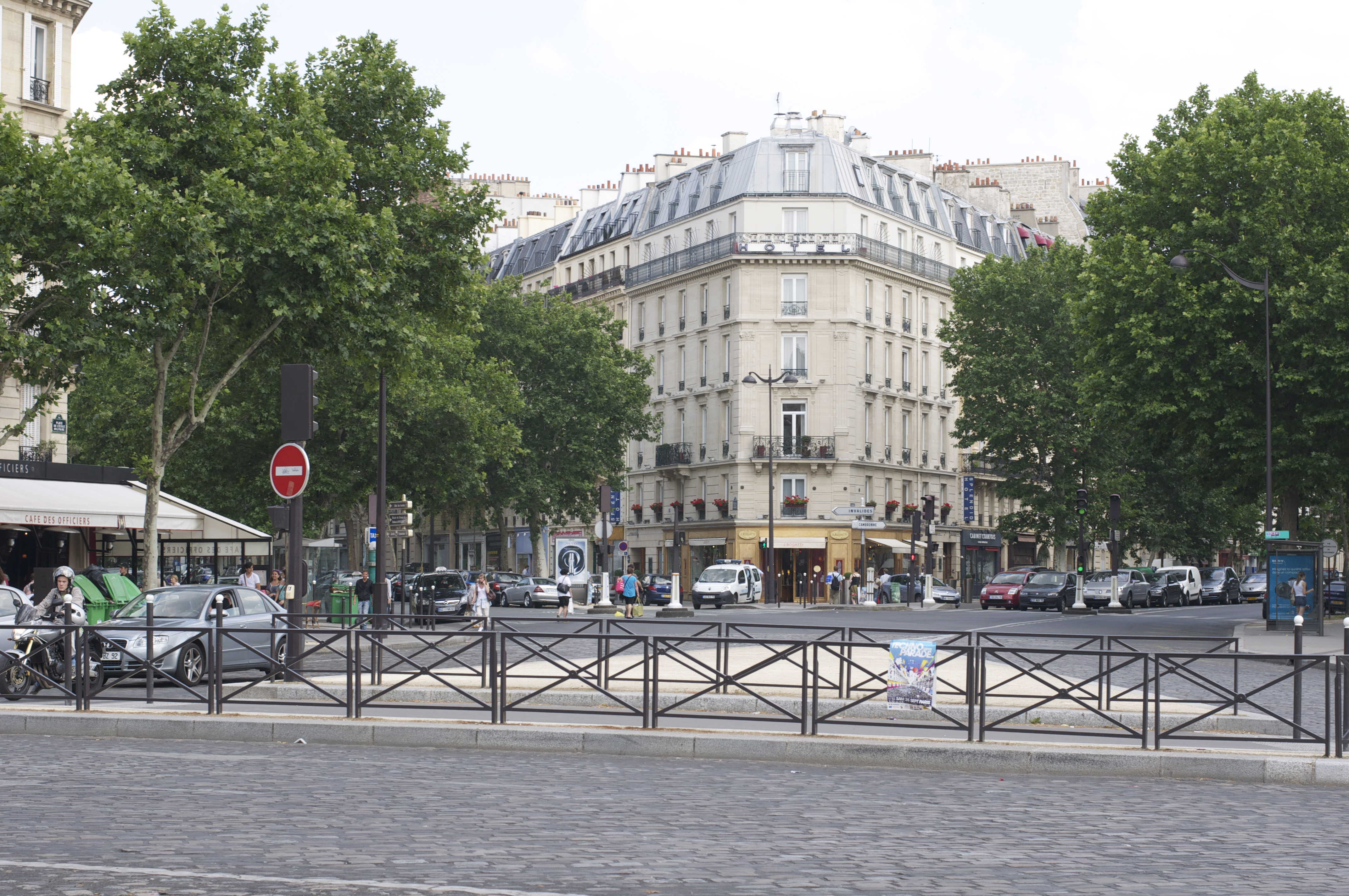

军校广场（Place de l’École-Militaire）是巴黎第七区的一个广场，位于军事学校的东北角。六条道路交汇于此：
- avenue de La Bourdonnais （北）
- avenue Bosquet （东北）
- avenue de La Motte-Picquet （东）
- 图尔维尔大街（avenue de Tourville，东南）
- avenue Duquesne （南）
- 霞飞广场 （西）

军校广场附近的地铁站是军校站（8号线）。

## 名称
军校广场得名于军事学校。

## 历史

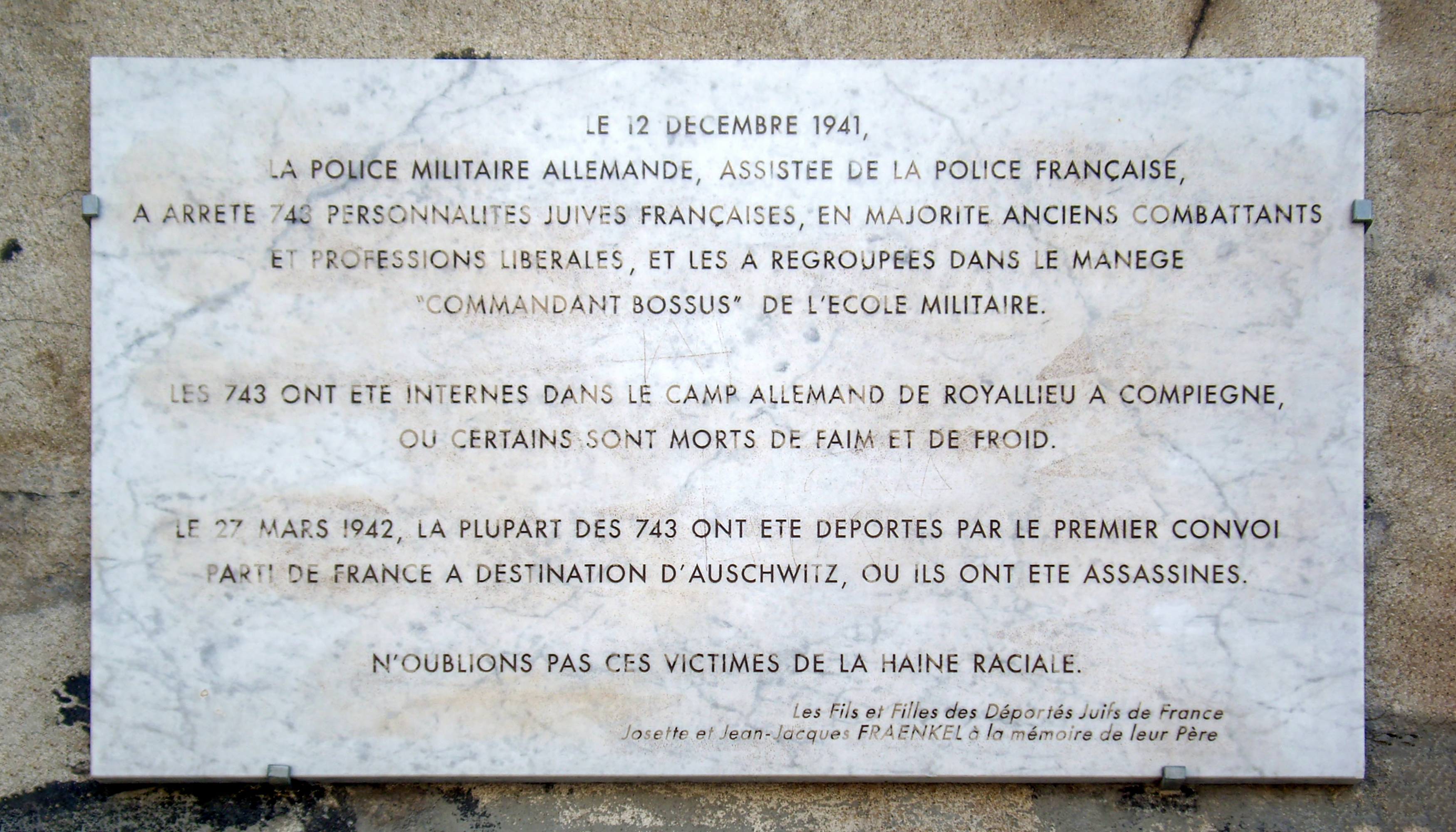

军校广场开辟于1912年。

## 建筑
- 军事学校